# USS Dallas (DD-199)
Za druga plovila z istim imenom glejte USS Dallas.
USS Dallas (DD-199) je bil rušilec razreda Clemson v sestavi Vojne mornarice Združenih držav Amerike.
Rušilec je bil poimenovan po Alexanderu J. Dallasu.